# シャネル・プレストン
シャネル・プレストン（Chanel Preston, 1985年12月1日 - ）は、アメリカ合衆国のポルノ女優。アラスカ州フェアバンクス出身。

## 経歴
1985年12月1日、アラスカ州フェアバンクスに生まれる。2012年、ペントハウス・ペットに選ばれた 。2014年、『Get My Belt』で第31回AVNアワード「Most Outrageous Sex Scene」賞を受賞する。

## 出演作品
- Get Me Home